# Who I Am (Nick Jonas & the Administration)
Who I Am is het debuutalbum van Nick Jonas & The Administration, en het tweede album van Nick Jonas zonder The Jonas Brothers. Het album komt in de Verenigde Staten uit op 2 februari 2010, en in Europa op 19 februari. De groep maakte hun debuut uitvoerend tijdens het Grammy Nominations Concert Live speciaal op 2 december op CBS. Jonas maakte het album in acht dagen met producent John Fields, die ook bas speelde. Extra leden van The Administration zijn slagwerker Michael Bland en keyboardist Tommy Barbarella, allebei van wie in de New Power Generation speelden. De gitarist David Ryan Harris speelde op het album, maar een derde vroeger NPG lid, Sonny Thompson, zal hem voor live vervangen.
Op 21 december, postte Tommy2.net de titels van 10 liederen die op het album staan.

## Tracklist

### Standaard-editie
CD
1. "Rose Garden"
2. "Who I Am"
3. "Olive & An Arrow"
4. "Conspiracy Theory"
5. "In The End"
6. "Last Time Around"
7. "Tonight"
8. "State of Emergency"
9. "Vesper's Goodbye"
10. "Stronger (Back On The Ground)"

### Luxe-editie
CD
1. "Rose Garden"
2. "Who I Am"
3. "Olive & An Arrow"
4. "Conspiracy Theory"
5. "In The End"
6. "Last Time Around"
7. "Tonight"
8. "State of Emergency"
9. "Vesper's Goodbye"
10. "Stronger (Back On The Ground)"

DVD
1. "Rose Garden"
2. "Who I Am"
3. "Olive & An Arrow"
4. "Conspiracy Theory"
5. "In The End"
6. "Last Time Around"
7. "Tonight"
8. "State of Emergency"

### Weggelaten Nummers
1. "While The World Is Spinning"
2. "Oval Office"
3. "Stay"

### Remixen
1. "Inseparable"
2. "Tonight"
3. "Before The Storm"

## Releasedata
| Land             | Datum             |
| ---------------- | ----------------- |
| Mexico           | 22 januari, 2010  |
| Nederland        | 29 januari, 2010  |
| Polen            | 29 januari, 2010  |
| Engels           | 1 februari, 2010  |
| Scandinavië      | 1 februari, 2010  |
| Verenigde Staten | 2 februari, 2010  |
| Canada           | 2 februari, 2010  |
| Australië        | 5 februari, 2010  |
| Italië           | 5 februari, 2010  |
| Spanje           | 9 februari, 2010  |
| Brazilië         | 9 februari, 2010  |
| Europa           | 19 februari, 2010 |

## Hitnotering
| "Who I Am" in de Nederlandse Album Top 100 - binnen: 06-02-2010 | "Who I Am" in de Nederlandse Album Top 100 - binnen: 06-02-2010 | "Who I Am" in de Nederlandse Album Top 100 - binnen: 06-02-2010 | "Who I Am" in de Nederlandse Album Top 100 - binnen: 06-02-2010 | "Who I Am" in de Nederlandse Album Top 100 - binnen: 06-02-2010 |
| Week                                                            | 01                                                              | 02                                                              | 03                                                              |                                                                 |
| --------------------------------------------------------------- | --------------------------------------------------------------- | --------------------------------------------------------------- | --------------------------------------------------------------- | --------------------------------------------------------------- |
| Nummer                                                          | 27                                                              | 63                                                              | 99                                                              | uit                                                             |